# Hugo Bork

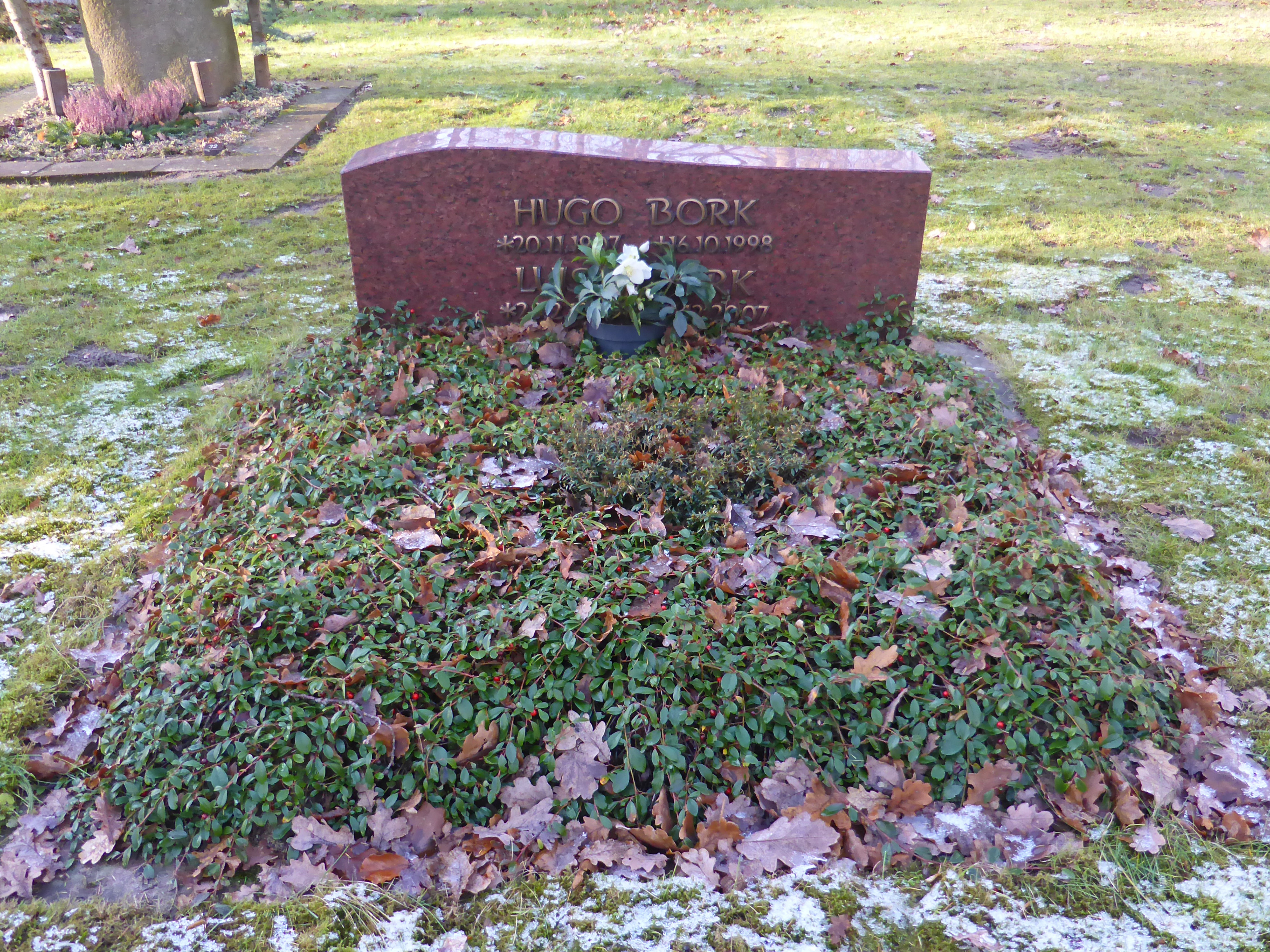
Grabstätte

Hugo Bork (* 20. November 1907 in Graudenz, Westpreußen; † 16. Oktober 1998) war ein deutscher Gewerkschafter und Politiker (SPD).

## Leben
Hugo Bork engagierte sich in der Gewerkschaftsbewegung und trat 1925 in die SPD ein. 1939 zog er in die Stadt des KdF-Wagens, das heutige Wolfsburg, beantragte am 24. August 1939 die Aufnahme in die NSDAP und wurde zum 1. November desselben Jahres aufgenommen (Mitgliedsnummer 7.272.958). Nach dem Zweiten Weltkrieg und seiner Entlassung aus der Britischen Internierung wurde er als Montagearbeiter bei der Volkswagen AG beschäftigt und war dort von 1951 bis 1971 Betriebsratsvorsitzender. Vom 24. Oktober 1961 bis zum 5. Juli 1972 sowie vom 15. November 1972 bis zum 9. August 1974 amtierte er als Oberbürgermeister der Stadt Wolfsburg, deren Rat er von 1956 bis 1976 angehörte.
Am 20. November 1977 wurde er zum Ehrenbürger der Stadt Wolfsburg ernannt. Diese höchste Auszeichnung der Stadt Wolfsburg hatte vor ihm nur der VW-Generaldirektor Heinrich Nordhoff erhalten.
Am 16. Oktober 1998 verstarb er und wurde auf dem Waldfriedhof in Wolfsburg beigesetzt.

## Ehrungen
- 1973: Großes Verdienstkreuz der Bundesrepublik Deutschland[2]
- 1977: Ehrenbürgerschaft der Stadt Wolfsburg
- Hugo-Bork-Platz in Wolfsburg
- Paritätisches Sozialzentrum - Hugo Bork in Wolfsburg
- Hugo-Bork-Bürgerpreis (wird seit 2004 durch den Ortsrat Stadtmitte verliehen)